# Federazione di rugby a 15 del Sudafrica
La federazione di rugby a 15 del Sudafrica (in inglese South African Rugby Union o SARU; in afrikaans Suid-Afrikaanse Rugby Unie) è l'organismo di governo del rugby a 15 in Sudafrica ed è affiliata all'International Rugby Board.
La SARU organizza diverse squadre nazionali, delle quali sicuramente la più importante è la nazionale maggiore, gli Springboks.

## Storia
Il rugby sbarca in Sudafrica attorno al 1860 anche se con regole localmente variate. Solo nel 1875-6 alcuni club adottano le regole della RFU.
Centro della diffusione fu la zona di Città del Capo, da cui si diffonderà anche nei territori abitati dagli afrikaner di origine olandese-tedesca, diventando collante del paese, anche dopo la seconda guerra boera del 1899-1902.
Nel 1883 la Wester Rugby Union viene fondata a Città del Capo, seguita dalle varie federazioni di Eastern Province (Port Elizabeth), Transvaal (Johannesburg) e Colonia del Natal (Durban)
L'odierna SARU, chiamata in origine South African Rugby Football Union, venne fondata il 23 marzo 1992 dopo l'unione della Rugby Board Sudafricana (SARB), per soli bianchi, e la non razziale Rugby Union Sudafricana, firmata al Kimberley Sun Hotel. Kimberley venne scelta perché era stata la città di fondazione del Rugby Football Board Sudafricano nel 1889 e del Coloured Rugby Board Sudafricano nel 1896.
La sede del nuovo corpo divenne Newlands. Tutti i comitati vennero divisi. I primi presidenti divennero Dr Danie Craven (esecutivo) e Mr Ebrahim Patel. Il nuovo corpo non razzista poté rientrare nel rugby internazionale dopo otto anni di isolamento a causa dell'apartheid.
La SARU ha 14 Unioni Provinciali come membri - Blue Bulls Rugby Union (Pretoria), Boland (Wellington), Border (East London), Eastern Province (Port Elizabeth), Falcons (Springs), Free State (Bloemfontein), Golden Lions (Gauteng), Griffons (Welkom), Griqualand West (Kimberley), Leopards (Potchefstroom), Mpumalanga (Witbank), Natal (Durban), South Western Districts (George) and Western Province (Città del Capo).
Per affrontare il professionismo, nell agosto 2001, si creò un braccio commerciale, la SA Rugby (Pty) Ltd, per gestire tutte le attività commerciali locali ed internazionali.
La SA Rugby (Pty) Ltd gestisce tutti gli aspetti relazionati con le squadre nazionali, la creazione e la protezione dei marchi, il merchandising, gli sponsor e i fornitori, i diritti, il marketing, i tours e i tornei, i servizi finanziari e medici.
Nel 2005 infine la SARU adottò questo nome.

## Ultimi avvenimenti
La SARU sta ora cercando di recuperare dopo la difficile gestione dell'ex presidente Brian van Rooyen.
La sua presidenza alla SARU iniziò nel 2004, dopo la disfatta della Coppa del Mondo del 2003, durante la quale gli Springboks vennero sconfitti nei quarti di finale, e dopo lo scandalo di Kamp Staaldraad, il campo di allenamento gestito dall'allenatore Rudolf Straeuli.
Questi dovette dimettersi, come Rian Oberholzer, il direttore manageriale di South Africa Rugby (Pty) Ltd, la parte commerciale della SARFU.
Poco più tardi, il presidente della SARFU Silas Nkununu, davanti all'improbabilità di essere rieletto, si ritirò dalla candidatura e van Rooyen venne eletto presidente.
Divenne presto una figura principale nello sport sudafricano, mentre i detrattori lo accusavano di errori finanziari, favoritirsmo e cattiva gestione in generale. Il suo stile gestionale fu chiaramente autocratico.
Una delle più evidenti pecche della gestione van Rooyen fu l'allocazione dei Test Matches degli Springboks. Infatti l'unione KwaZulu-Natal non ricevette nessun Test del Tri-Nations ne nel 2005, ne nel 2006. Lo stesso avvenne per l'unione del Free State. Entrambe le unioni erano contrarie a Van Rooyen e lo accusarono di volerle punire per la loro opposizione.
Comunque, il pomo della discordia più grande ebbe a che vedere con l'espansione del Super 12 a Super 14. La SANZAR, un consorzio dei corpi governanti Sudafricano, Australiano e Neozelandese, espanse la propria competizione del Super 12 a una di 14 squadre, un cambiamento che ebbe effetto a partire dal 2006. Il Sudafrica avrebbe dovuto aggiungere una franchigia alle quattro del Super 12, ma in una mossa controversa, alla franchigia dei Southern Spears venne assicurato un posto per le competizioni del 2007 e del 2008, con una specie di sistema di promozione/retrocessione impopolare, per mantenere il totale delle squadre sudafricane del Super 14 a cinque. Van Rooyen venne visto generalmente come il responsabile di questa situazione, dato che i sostenitori del Super 12/14 si erano opposti a lui.
Il governo sudafricano cercò di agire, percependo i problemi della gestione di van Rooyen, ma lui riuscì a sfuggire per due anni ai tentativi di cacciarlo. Infine, nella Riunione Generale della SARU del 2006, van Rooyen venne sfiduciato in favore di Oregan Hoskins, che promise immediatamente uno stile gestionale meno centralizzato. Poco dopo si venne a sapere che van Rooyen offrì 3 milioni di ZAR (485000 USD) oltre a un Test degli Springboks contro la Francia all'unione di Free State in cambio del suo voto in suo favore. Così Hoskins annunciò un'investigazione nella gestione di van Rooyen. In quanto ai Southern Spears, il consiglio presidenziale della SARU il 24 marzo decise di raccomandare alla SA Rugby di rivisitare la decisione di ammettere gli Spears. Il 19 aprile la decisione di ammettere gli Spears fu annullata ufficialmente.